# Deacon John Moore
Deacon John Moore (New Orleans, 23 juni 1941, beter bekend als Deacon John, is een blues-, Rhythm-and-blues- en rock-'n-roll-muzikant, zanger, acteur en bandleider. John Moore kreeg van een van zijn bandleden de naam "Deacon". Hij vond de naam aanvankelijk niet leuk. Hij dacht dat iedereen zou aannemen dat hij een gospelzanger was en nooit optredens zou krijgen. Op basis van zijn vroege reputatie en op aandringen van een muziekpromotor besloot hij deze echter te behouden en sindsdien heet hij "Deacon John".

## Biografie
Moore werd geboren als zoon van Frank P. Moore, een metselaar, en Augustine Boudreaux, huisvrouw en muzikant en groeide op in de 8e wijk van New Orleans. Met dertien kinderen groeide Moore op in een muzikaal gezin. Hij kreeg vocale training in zijn kerkkoor, hij zong in zijn eerste R&B-band op de middelbare school. Moore kocht zijn eerste gitaar bij een pandjeshuis in Canal Street en speelde sinds zijn tienerjaren in allerlei bandjes.
Na een aantal jaren sloot Moore zich aan bij een bandje de "Ivories" met Roger Lewis van de Dirty Dozen Brass Band. Hij kreeg hier zijn bijnaam 'Deacon', afkomstig uit een regel in het nummer "Good Rockin' Tonight van Roy Brown: "Deacon John and Elder Brown, two of the slickest cats in town ... (Deacon John en Elder Brown, twee van de meest gelikte katten in de stad...)".
In 1960 richtte Moore de muziekgroep The Ivories opnieuw op onder de naam Deacon John & the Ivories. Uiteindelijk werden ze de huisband van de Dew Drop Inn, waar zij speelden met beroemde muzikanten als Bobby Blue Bland, Little Junior Parker, Arthur Prysock en Big Joe Turner. Bij de Dew Drop ontdekte Allen Toussaint Moore. Moore speelde gitaar op de R&B-hits van Irma Thomas ("Ruler of My Heart"), Aaron Neville ("Tell It Like It Is"), Robert Parker ("Barefootin'"), Ernie K-Doe ("Mother-in-Law"), Chris Kenner ("Land of 1000 Dances") en Lee Dorsey ("Working in the Coal Mine"). Onder zijn eigen naam bracht Moore een aantal singles uit op het kort bestaand hebbende label Rip Records.
In 2000 werd Moore opgenomen in de Louisiana Blues Hall of Fame en in 2008 in de Louisiana Music Hall of Fame.
Op 10 april 2007 werd Moore's zoon Keith op 42-jarige leeftijd in New Orleans doodgeschoten. Keith was lokaal beroemd in New Orleans als ambient noise-artiest Jambox Pyramid en lid van de punkband Manchild. Daarnaast richtte Keith in 2005 samen met de lokale producer Sir Stephen het experimentele muziekevenement Noizefest op, als alternatieve, moderne aanvulling op het New Orleans Jazz & Heritage Festival, kortweg "Jazz Fest".
In januari 2008 werd Deacon John uitverkoren om de inauguratie van de gouverneur van Louisiana, Bobby Jindal, af te sluiten met "God Bless America", begeleid door de 156th Army Band en een marine-fly-over van jets.

## Acteercarrière
Moore verscheen voor het eerst in een film in 1987, de horrorfilm "Angel Heart". Moore speelde in 2010 ook een gastrol in een paar afleveringen van Treme, een HBO-televisieserie over het muziekleven in New Orleans en de nasleep van de orkaan Katrina.